# Seule la Terre est éternelle
 (décembre 2023).
La mise en forme du texte ne suit pas les recommandations de Wikipédia : il faut le « wikifier ».
Les points d'amélioration suivants sont les cas les plus fréquents :
- Les titres sont pré-formatés par le logiciel. Ils ne sont ni en capitales, ni en gras.
- Le texte ne doit pas être écrit en capitales (les noms de famille non plus), ni en gras, ni en italique, ni en « petit »…
- Le gras n'est utilisé que pour surligner le titre de l'article dans l'introduction, une seule fois.
- L'italique est rarement utilisé : mots en langue étrangère, titres d'œuvres, noms de bateaux, etc.
- Les citations ne sont pas en italique mais en corps de texte normal. Elles sont entourées par des guillemets français : « et ».
- Les listes à puces sont à éviter, des paragraphes rédigés étant largement préférés. Les tableaux sont à réserver à la présentation de données structurées (résultats, etc.).
- Les appels de note de bas de page (petits chiffres en exposant, introduits par l'outil «  Source ») sont à placer entre la fin de phrase et le point final[comme ça].
- Les liens internes (vers d'autres articles de Wikipédia) sont à choisir avec parcimonie. Créez des liens vers des articles approfondissant le sujet. Les termes génériques sans rapport avec le sujet sont à éviter, ainsi que les répétitions de liens vers un même terme.
- Les liens externes sont à placer uniquement dans une section « Liens externes », à la fin de l'article. Ces liens sont à choisir avec parcimonie suivant les règles définies. Si un lien sert de source à l'article, son insertion dans le texte est à faire par les notes de bas de page.
- La présentation des références doit suivre les conventions bibliographiques. Il est recommandé d'utiliser les modèles {{Ouvrage}}, {{Chapitre}}, {{Article}}, {{Lien web}} et/ou {{Bibliographie}}. Le mode d'édition visuel peut mettre en forme automatiquement les références.
- Insérer une infobox (cadre d'informations à droite) n'est pas obligatoire pour parachever la mise en page.

Pour une aide détaillée, merci de consulter Aide:Wikification.
Si vous pensez que ces points ont été résolus, vous pouvez retirer ce bandeau et améliorer la mise en forme d'un autre article.

Seule la Terre est éternelle est un film de François Busnel et Adrien Soland, sorti au cinéma en 2022.

## Synopsis
François Busnel retrace la vie de Jim Harrison, grand écrivain américain, toujours en quête des grands espaces. Il nous invite à travers l'Histoire de l’Amérique, à renouer notre lien avec la nature.

## Fiche technique
- Titre original : The Earth Is All That Lasts
- Réalisation : François Busnel et Adrien Soland
- Scénario : François Busnel
- Directeur de la photographie : Yann Staderoli
- Son : David Sandras
- Montage : Camille Dalbera
- Musique : Mathias Malzieu et Olivier Daviaud
- Musique additionnelle : Get It While You Can  de Janis Joplin, Pancho & Lefty de Merle Haggard & Willie Nelson, The Lonely Road de Seasick Steve et Maybe I Might de Seasick Steve
- Société de production : Rosebud Productions
- Société de distribution : Nour Films
- Pays de production : France
- Langue originale : Anglais, sous-titré en français
- Format : 2/32, couleur
- Genre : Documentaire
- Durée : 112 minutes
- Date de sortie : 23 mars 2022

## Distribution
- Jim Harrison : lui-même
- Jim Fergus : lui-même
- Peter Lewis : lui-même
- Et la participation de Russell Banks, Colum McCann, Louise Erdrich, Dan O’Brien, Pete Fromm

## Tournage
Le tournage s’est déroulé en juillet-août 2015 à Livingston, Montana. Il devait se poursuivre dans le Michigan en avril 2016 mais la mort de Jim Harrison, le 26 mars 2016, a suspendu la réalisation du film pendant quatre ans. Ce n’est qu’en mai 2019 que François Busnel et Adrien Soland repartent tourner les plans complémentaires, notamment le road-trip qui conduit Jim Harrison du Montana à l’Arizona en passant par l’Idaho, le Wyoming, le Nebraska, le Dakota du Sud, le Colorado, l’Utah et la Californie.

## Musique
- La musique a été composée par Mathias Malzieu et Olivier Daviaud, interprétée par le groupe Dionysos.
- Lors du road-trip qui conduit Jim Harrison du Montana à l’Arizona, les réalisateurs ont choisi le morceau de Janis Joplin, Get It While You Can, que l’écrivain écoutait pendant le tournage.
- Pour la scène du bar, à Livingston, Montana, une reprise de Hurt de Johnny Cash a d’abord été enregistrée par Mathias Malzieu mais François Busnel a finalement choisi de la remplacer au montage par Maybe I Might de Seasick Steve dont les paroles annoncent la mort de Jim Harrison et la fin du film, quelques minutes plus tard.

## Accueil
- Le site allociné propose une moyenne des critiques presse de 3,6/5 et une moyenne des critiques spectateurs de 4/5.
- Le site IMdB affiche une moyenne de 7,1/10.
- Dans L’Obs, Jérôme Garcin s’enflamme pour un film « somptueux et poignant »[1].
- Florence Colombani salue dans Le Point « le portrait émouvant d’un génie littéraire »[2].
- Pour Véronique Cauhapé, du Monde, c’est « un film parfaitement achevé, intense et apaisé »[3].
- Pour Yves Jaeglé, dans Le Parisien, il s’agit d’« un poème qui laisse toute la place aux silences de l’écriture et des images, bien mieux qu’un long discours »[4].
- L’aspect poétique du film est également salué par le magazine Bande à Part, où Anne-Claire Cieutat écrit : « Il y a des films qui tombent à pic. Cette ode à la pleine présence entre terre et ciel est de ceux-là »[5].
- Dans Rolling Stone, Belkacem Balhouli parle d’une « une ode à la nature, le must be seen de ce début d’année ! »
- Dans Le Figaro, l’écrivain américain Douglas Kennedy écrit : « Seule la terre est éternelle pourrait bien être le meilleur film sur un écrivain que j’aie jamais vu »[6].
- Dans Les Échos, l’écrivain et cinéaste Marc Dugain écrit : « Ce pourfendeur d'Hemingway ne voulait pas d'un documentaire sur lui, ce genre d'hommage qui vous pousse encore plus vite dans la tombe, qui vous précipite dans une légende surfaite. Loin de lui faire cet affront, François Busnel lui offre un film de genre, d'un genre qu'il crée, qui ne s'efface pas après l'avoir vu parce qu'il grandit le spectateur en lui élargissant considérablement sa perspective. »[7]

## Box office
Sorti le 22 mars 2022 en France, le film est resté à l’affiche 30 semaines et a totalisé plus de 82 000 entrées.

## Autour du film
- Une première version du film a été présentée au Festival Lumière en octobre 2019. François Busnel a ensuite remonté certains passages pour aboutir à la version sortie en salle le 23 mars 2022.
- C’est lors de la tournée du film organisée par le distributeur Nour Films que, sollicité par les producteurs Marc Dugain, Patrick André et Charles Gillibert (High Sea Production), François Busnel a pris la décision de se consacrer à la réalisation de films de cinéma et, par conséquent, de quitter la présentation de La Grande librairie  sur France 5.
- À l’automne 2022, François Busnel publie chez Gallimard un livre dans lequel il raconte les coulisses du tournage : Jim Harrison, Seule la Terre est éternelle revient sur l’œuvre de l’écrivain ainsi que sur l’amitié qui a lié Jim Harrison et François Busnel pendant une quinzaine d’années.